# Lithodesmiaceae
Famille
Les Lithodesmiaceae sont une famille d'algues de l'embranchement des Bacillariophyta (Diatomées), de la classe des Mediophyceae et de l’ordre des Lithodesmiales.

## Étymologie
Le nom de la famille vient du genre type Lithodesmium, construit à partir du préfixe litho- (du grec λίθος / lithos, pierre) et du suffixe –desm (du grec δεσμ / desm, « lien, ligament »), en référence aux « frustules réunis entre eux par une membrane siliceuse ».

## Description
Le genre type Lithodesmium se présente sous la forme de cellules rectangulaires en ceinture et jointes pour former des filaments. Les plastides sont nombreux et discoïdes.
La valve est triangulaire (parfois quadrangulaire), avec une épine tubulaire centrale et une crête marginale ; une élévation à chaque angle ; un pli ou une ondulation à travers les angles, qui crée une partie médiane plus ou moins circulaire, « centrée », sur laquelle la forme triangulaire semble superposée.
Des rangées d'aréoles unisérées rayonnent à partir du centre.
La crête marginale est haute et s'étend vers le haut à partir du bord de la face valvulaire, même autour des élévations ; il continue la ligne du manteau ; cette crête, aussi appelée « lamelle de liaison », possède des pores beaucoup plus grands que les aréoles de la valve elle-même ; ils sont probablement non fermés.
Les crêtes marginales des valves sœurs se chevauchent. Aux angles des valves, la crête est plus basse et laisse un grand trou débouchant dans l'espace intercellulaire ; la crête d'une valve semblant passer d'un chevauchement supérieur à un chevauchement inférieur.
Hustedt en 1930 a soigneusement souligné que les cellules étaient reliées par la crête marginale et que celles-ci n'avaient rien à voir avec les bandes de ceinture (girdle band). 
Le long tube central forme l'ouverture externe de la rimoportule qui comporte en interne deux fentes alignées et a été qualifiée de « processus bilabié ».
Le cingulum est composé de segments disposés en quatre rangées.
Chaque rangée se compose de trois segments ou plus (selon le nombre de côtés de la valve), qui sont aréolés et ligulés.

## Distribution
Le genre type Lithodesmium est planctonique marin comprenant  peu d'espèces ; seule l'espèce type Lithodesmium undulatum  est  fréquemment enregistrée.

## Liste des taxons de rang inférieur
Liste des genres selon AlgaeBase (17 août 2022) :
- Ditylum Bailey ex L.W.Bailey, 1861
- Helicotheca M.Ricard, 1987
- Lithodesmioides H.A.von Stosch, 1987
- Lithodesmium Ehrenberg, 1839   genre type
- Streptotheca Shrubsole, 1890
- Tropidoneis Cleve, 1891

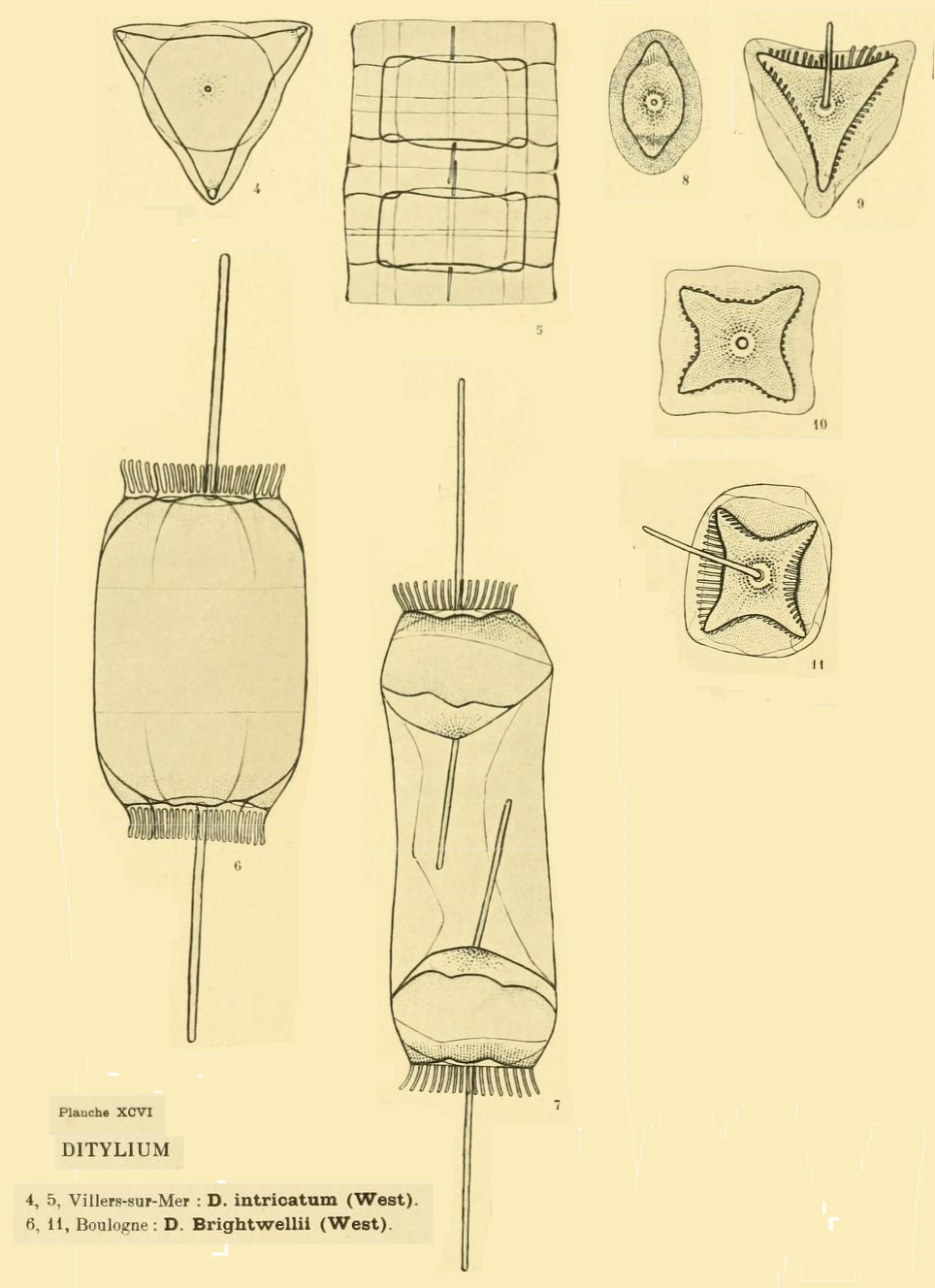
Ditylium intricatum West. Ditylium Brightwellii West
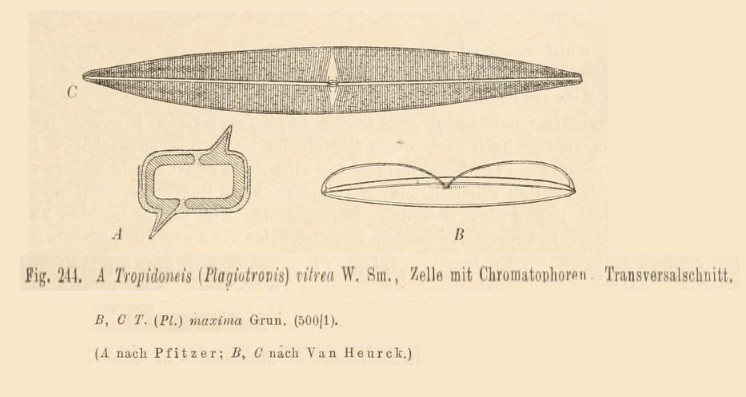
Tropidoneis vitrea (W.Smith) Cleve Tropidoneis maxima 	(W.Gregory) Cleve

## Systématique
Le nom correct complet (avec auteur) de ce taxon est Lithodesmiaceae Round, 1990.

## Publication originale
- Gómez, F., Wang, L. & Lin, S. (2018). Molecular phylogeny suggests the affinity of the planktonic diatoms Climacodium and Bellerochea (Lithodesmiales, Mediophyceae). Diatom Research 33(3):  349-354.